# Biosíntesis
La biosíntesis es un proceso de múltiples pasos, catalizado por enzimas, en el que los sustratos se convierten en productos más complejos en los organismos vivos. En la biosíntesis, los compuestos simples se modifican, se convierten en otros compuestos o se unen para formar macromoléculas. Este proceso a menudo consiste en vías metabólicas. Algunas de estas vías biosintéticas se ubican dentro de un solo orgánulo celular, mientras que otras involucran enzimas que se ubican dentro de múltiples orgánulos celulares. Ejemplos de estas rutas biosintéticas incluyen la producción de componentes de membrana lipídica y nucleótidos. La biosíntesis suele ser sinónimo de anabolismo.

Los elementos necesarios para la biosíntesis incluyen: compuestos precursores, energía química (por ejemplo, ATP), y enzimas catalíticas que pueden requerir coenzimas (por ejemplo, NADH, NADPH). Estos elementos crean monómeros, los bloques de construcción para macromoléculas. Algunas macromoléculas biológicas importantes incluyen: proteínas, que están compuestas por monómeros de aminoácidos unidos por enlaces peptídicos, y moléculas de ADN, que están compuestas por nucleótidos unidos por enlaces fosfodiéster. 

## Propiedades de las reacciones químicas
La biosíntesis se produce debido a una serie de reacciones químicas. Para que estas reacciones tengan lugar, son necesarios los siguientes elementos:
- Compuestos precursores: estos compuestos son las moléculas o sustratos de partida en una reacción. Estos también pueden ser vistos como los reactivos en un proceso químico dado.
- Energía química: la energía química se puede encontrar en forma de moléculas de alta energía. Estas moléculas son necesarias para reacciones desfavorables energéticamente. Además, la hidrólisis de estos compuestos impulsa una reacción hacia adelante. Las moléculas de alta energía, como el ATP, tienen tres fosfatos. A menudo, el fosfato terminal se separa durante la hidrólisis y se transfiere a otra molécula.
- Enzimas catalíticas: estas moléculas son proteínas especiales que catalizan una reacción al aumentar la velocidad de la reacción y disminuir la energía de activación.
- Coenzimas o cofactores: los cofactores son moléculas que ayudan en las reacciones químicas. Estos pueden ser iones metálicos, derivados vitamínicos como NADH y acetil CoA, o derivados no vitamínicos como ATP. En el caso de NADH, la molécula transfiere un hidrógeno, mientras que la acetil CoA transfiere un grupo acetilo, y el ATP transfiere un fosfato.

En el sentido más simple, las reacciones que ocurren en la biosíntesis tienen el siguiente formato:
{\displaystyle {\ce {Reactante ->[][enzima] Producto}}}
Algunas variaciones de esta ecuación básica que se discutirán más adelante con más detalle son:
1. Compuestos simples que se convierten en otros compuestos, generalmente como parte de una vía de reacción de pasos múltiples. Dos ejemplos de este tipo de reacción ocurren durante la formación de ácidos nucleicos y la carga de ARNt antes de la traducción. Para algunos de estos pasos, se requiere energía química:
{\displaystyle {\ce {{Mol{\acute {e}}cula~precursora}+ATP<=>{producto~AMP}+PP_{i}}}}
2. Compuestos simples que se convierten en otros compuestos con la ayuda de cofactores. Por ejemplo, la síntesis de fosfolípidos requiere acetil CoA, mientras que la síntesis de otro componente de la membrana, los esfingolípidos, requiere NADH y FADH para la formación del esqueleto de la esfingosina. La ecuación general para estos ejemplos es:
{\displaystyle {\ce {{Mol{\acute {e}}cula~precursora}+Cofactor->[][enzima]macromol{\acute {e}}cula}}}
3. Compuestos simples que se unen para crear una macromolécula. Por ejemplo, los ácidos grasos se unen para formar fosfolípidos. A su vez, los fosfolípidos y el colesterol interactúan de manera no covalente para formar la bicapa lipídica. Esta reacción se puede describir de la siguiente manera:
{\displaystyle {\ce {{Mol{\acute {e}}cula~1}+Mol{\acute {e}}cula~2->macromol{\acute {e}}cula}}}

## Lípidos

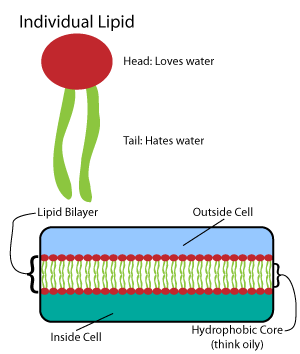
Membrana lipídica bicapa

Muchas macromoléculas intrincadas se sintetizan en un patrón de estructuras simples y repetidas. Por ejemplo, las estructuras más simples de los lípidos son los ácidos grasos. Los ácidos grasos son derivados de hidrocarburos ; contienen una "cabeza" de grupo carboxilo y una "cola" de cadena de hidrocarburo. Estos ácidos grasos crean componentes más grandes que, a su vez incorporan interacciones no covalentes para formar la bicapa lipídica. Las cadenas de ácidos grasos se encuentran en dos componentes principales de los lípidos de membrana: los fosfolípidos y los esfingolípidos. Un tercer componente principal de la membrana, el colesterol, no contiene estas unidades de ácidos grasos.

### Fosfolípidos
La base de todas las biomembranas consiste en una estructura bicapa de fosfolípidos. La molécula de fosfolípido es anfipática; contiene una cabeza polar hidrofílica y una cola no polar hidrofóbica. Las cabezas de fosfolípidos interactúan entre sí y con los medios acuosos, mientras que las colas de hidrocarburos se orientan en el centro, lejos del agua. Estas últimas interacciones impulsan la estructura de dos capas que actúa como una barrera para los iones y las moléculas.
Hay varios tipos de fosfolípidos; en consecuencia, sus vías de síntesis difieren. Sin embargo, el primer paso en la síntesis de fosfolípidos implica la formación de fosfatidato o diacilglicerol 3-fosfato en el retículo endoplásmico y la membrana mitocondrial externa. La ruta de síntesis se encuentra a continuación:
La ruta comienza con glicerol 3-fosfato, que se convierte en lisofosfatidato a través de la adición de una cadena de ácido graso proporcionada por la acil coenzima A. Luego, el lisofosfatidato se convierte en fosfatidato a través de la adición de otra cadena de ácido graso contribuida por un segundo acil CoA; Todos estos pasos son catalizados por la enzima glicerol fosfato aciltransferasa. La síntesis de fosfolípidos continúa en el retículo endoplásmico, y la vía de biosíntesis difiere dependiendo de los componentes del fosfolípido particular.

### Esfingolípidos
Al igual que los fosfolípidos, estos derivados de ácidos grasos tienen una cabeza polar y colas no polares. A diferencia de los fosfolípidos, los esfingolípidos tienen un esqueleto de esfingosina. Los esfingolípidos existen en las células eucariotas y son particularmente abundantes en el sistema nervioso central. Por ejemplo, la esfingomielina es parte de la vaina de mielina de las fibras nerviosas.
Los esfingolípidos se forman a partir de ceramidas que consisten en una cadena de ácido graso unida al grupo amino de un esqueleto de esfingosina. Estas ceramidas se sintetizan a partir de la acilación de la esfingosina. La vía biosintética para la esfingosina se encuentra a continuación:
Como indica la imagen, durante la síntesis de la esfingosina, el palmitoil CoA y la serina experimentan una reacción de condensación que da como resultado la formación de deshidrosfingosina. Este producto se reduce luego para formar dihidrospingosina, que se convierte en esfingosina a través de la reacción de oxidación mediante FAD.

### Colesterol
Este lípido pertenece a una clase de moléculas llamadas esteroles. Los esteroles tienen cuatro anillos fusionados y un grupo hidroxilo. El colesterol es una molécula particularmente importante. No solo sirve como un componente de las membranas lipídicas, sino que también es un precursor de varias hormonas esteroides, como el cortisol, la testosterona y el estrógeno.
El colesterol se sintetiza a partir de acetil CoA. El camino se muestra a continuación:
De manera más general, esta síntesis ocurre en tres etapas, la primera etapa tiene lugar en el citoplasma y la segunda y tercera etapas se producen en el retículo endoplásmico. Las etapas son las siguientes:
1. La síntesis de pirofosfato de isopentenilo, el "bloque de construcción" del colesterol
2. La formación de escualeno a través de la condensación de seis moléculas de fosfato de isopentenilo.
3. La conversión de escualeno en colesterol a través de varias reacciones enzimáticas.

## Nucleótidos
La biosíntesis de nucleótidos implica reacciones catalizadas por enzimas que convierten los sustratos en productos más complejos. Los nucleótidos son los componentes básicos del ADN y el ARN. Los nucleótidos están compuestos por un anillo de cinco miembros formado por azúcar de ribosa en el ARN y azúcar de desoxirribosa en el ADN; estos azúcares están vinculados a una base de purina o pirimidina con un enlace glucosídico y un grupo fosfato en la ubicación 5 ' del azúcar.

### Nucleótidos de purina

La síntesis de IMP

Los nucleótidos de ADN adenosina y guanosina consisten en una base de purina unida a un azúcar ribosa con un enlace glicosídico. En el caso de los nucleótidos de ARN desoxiadenosina y desoxiguanosina, las bases de purina se unen a un azúcar de desoxirribosa con un enlace glicosídico. Las bases de purina en los nucleótidos de ADN y ARN se sintetizan en un mecanismo de reacción de doce pasos presente en la mayoría de los organismos unicelulares. Los eucariotas superiores emplean un mecanismo de reacción similar en diez pasos de reacción. Las bases de purina se sintetizan convirtiendo el  pirofosfato de fosforibosilo (PRPP) en monofosfato de inosina (IMP), que es el primer intermediario clave en la biosíntesis de la base de purina. La modificación enzimática adicional de IMP produce las bases de adenosina y guanosina de nucleótidos.
1. El primer paso en la biosíntesis de purinas es una reacción de condensación, realizada por la glutamina-PRPP amidotransferasa. Esta enzima transfiere el grupo amino de la glutamina a la PRPP, formando 5-fosforibosilamina. El siguiente paso requiere la activación de la glicina mediante la adición de un grupo fosfato de ATP.
2. GAR sintetasa[15] realiza la condensación de glicina activada en PRPP, formando ribonucleótido de glicinamida (GAR).
3. GAR transformilasa agrega un grupo formilo al grupo amino de GAR, formando ribonucleótido formilglicinamida (FGAR).
4. La amidotransferasa[16] FGAR cataliza la adición de un grupo de nitrógeno a FGAR, formando ribonucleótido formilglicinamidina (FGAM).
5. La FGAM ciclasa cataliza el cierre del anillo, lo que implica la eliminación de una molécula de agua, formando el anillo de imidazol de 5 miembros 5-aminoimidazol ribonucleótido (AIR).
6. La N5-CAIR sintetasa transfiere un grupo carboxilo, formando el intermedio N5-carboxiaminoimidazol ribonucleótido (N5-CAIR).[17]
7. La mutasa N5-CAIR reorganiza el grupo funcional carboxilo y lo transfiere al anillo de imidazol, formando ribonucleótido carboxiaminoimidazol (CAIR). El mecanismo de dos pasos de la formación de CAIR a partir del AIRE se encuentra principalmente en organismos unicelulares. Los eucariotas superiores contienen la enzima AIR carboxilasa,[18] que transfiere un grupo carboxilo directamente al anillo de imidazol de AIR, formando CAIR.
8. La sintetasa de SAICAR forma un enlace peptídico entre el aspartato y el grupo carboxilo agregado del anillo imidazol, formando N-succinil-5-aminoimidazol-4-carboxamida ribonucleótido (SAICAR).
9. SAICAR liasa elimina el esqueleto de carbono del aspartato agregado, dejando el grupo amino y formando ribonucleótido 5-aminoimidazol-4-carboxamida (AICAR).
10. AICAR transformilasa transfiere un grupo carbonilo a AICAR, formando N-formilaminoimidazol-4-carboxamida ribonucleótido (FAICAR).
11. El último paso consiste en la enzima IMP sintasa, que realiza el cierre del anillo de purina y forma el intermedio monofosfato de inosina.[5]

### Nucleótidos de pirimidina

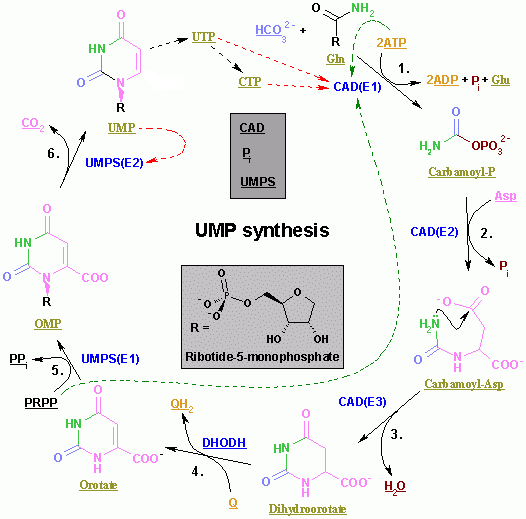
Biosíntesis de monofosfato de uridina (UMP)

Otras bases de nucleótidos de ADN y ARN que están vinculadas al azúcar de la ribosa a través de un enlace glicosídico son la timina, la citosina y el uracilo (que solo se encuentra en el ARN). La biosíntesis de monofosfato de uridina implica una enzima que se encuentra en la membrana interna mitocondrial y enzimas multifuncionales que se encuentran en el citosol.
1. El primer paso implica la enzima fosfato sintasa carbamoil la combinación de glutamina con CO2 en una reacción dependiente de ATP para formar fosfato de carbamoílo.
2. La aspartato carbamoiltransferasa condensa el carbamoilfosfato con el aspartato para formar uridosuccinato.
3. La dihidroorotasa realiza el cierre del anillo, una reacción que pierde agua, para formar dihidroorotato.
4. La dihidroorotato deshidrogenasa, ubicada dentro de la membrana interna mitocondrial,[19] oxida el dihidroorotato a orotato.
5. La orotato fosforribosil hidrolasa (OMP pirofosforilasa) condensa el orotato con PRPP para formar orotidina-5'-fosfato.
6. La descarboxilasa OMP cataliza la conversión de orotidina-5'-fosfato en UMP.[20]

Después de que se sintetiza la base de nucleótidos de uridina, se sintetizan las otras bases, la citosina y la timina. La biosíntesis de la citosina es una reacción de dos pasos que implica la conversión de UMP a UTP. La adición de fosfato a UMP es catalizada por una enzima quinasa. La enzima CTP sintasa cataliza la siguiente etapa de reacción: la conversión de UTP en CTP mediante la transferencia de un grupo amino de glutamina a uridina; Esto forma la base de citosina de CTP. El mecanismo, que describe la reacción UTP + ATP + glutamina ⇔ CTP + ADP + glutamato, se encuentra a continuación:
La citosina es un nucleótido que está presente tanto en el ADN como en el ARN. Sin embargo, el uracilo solo se encuentra en el ARN. Por lo tanto, después de que se sintetiza UTP, se debe convertir en una forma desoxi para incorporarse en el ADN. Esta conversión implica la enzima ribonucleósido trifosfato reductasa. Esta reacción que elimina el 2'-OH del azúcar ribosa para generar desoxirribosa no se ve afectada por las bases unidas al azúcar. Esta no especificidad permite que la ribonucleósido trifosfato reductasa convierta todos los nucleósidos trifosfatos a desoxirribonucleótido mediante un mecanismo similar.

En contraste con el uracilo, las bases de timina se encuentran principalmente en el ADN, no en el ARN. Las células normalmente no contienen bases de timina que están vinculadas a los azúcares de la ribosa en el ARN, lo que indica que las células solo sintetizan la timina unida a la desoxirribosa. La enzima timidilato sintetasa es responsable de sintetizar los residuos de timina de dUMP a dTMP. Esta reacción transfiere un grupo metilo a la base de uracilo de dUMP para generar dTMP. La reacción de la timidilato sintasa, dUMP + 5,10-metilentetrahidrofolato ⇔ dTMP + dihidrofolato, se muestra a la derecha. 

## ADN

A medida que la ADN polimerasa se mueve en una dirección de 3 'a 5' a lo largo de la línea plantilla, sintetiza una nueva cadena en la dirección de 5 'a 3'

Aunque hay diferencias entre la síntesis de ADN eucarióticos y procarióticos, la siguiente sección denota las características clave de la replicación del ADN compartida por ambos organismos.
El ADN está compuesto de nucleótidos que están unidos por enlaces fosfodiéster. La síntesis de ADN, que tiene lugar en el núcleo, es un proceso semiconservador, lo que significa que la molécula de ADN resultante contiene una cadena original de la estructura principal y una nueva cadena. La síntesis de ADN es catalizada por una familia de ADN polimerasas que requieren cuatro trifosfatos de desoxinucleósidos, una cadena de plantilla y un cebador con un 3'OH libre en el que se incorporan nucleótidos.
Para que se produzca la replicación del ADN, se crea una horquilla de replicación mediante enzimas llamadas helicasas que desenrollan la hélice del ADN. Las topoisomerasas en la horquilla de replicación eliminan los supercoils causados por el desenrollado del ADN, y las proteínas de unión al ADN de una sola hebra mantienen las dos plantillas de ADN de una sola hebra estabilizadas antes de la replicación.
La síntesis de ADN se inicia con la ARN polimerasa primasa, que produce un cebador de ARN con un 3'OH libre. Este cebador está unido a la plantilla de ADN de cadena sencilla, y la ADN polimerasa alarga la cadena incorporando nucleótidos; la ADN polimerasa también corrige la nueva cadena de ADN sintetizada.
Durante la reacción de polimerización catalizada por la ADN polimerasa, se produce un ataque nucleofílico por el 3'OH de la cadena en crecimiento en el átomo de fósforo más interno de un trifosfato de deoxinucleósido; esto produce la formación de un puente de fosfodiéster que une un nuevo nucleótido y libera pirofosfato.

Dos tipos de cadenas se crean simultáneamente durante la replicación: la cadena principal, que se sintetiza continuamente y crece hacia la bifurcación de replicación, y la cadena retrasada, que se realiza de forma discontinua en los fragmentos de Okazaki y se aleja de la bifurcación de replicación. Los fragmentos de Okazaki se unen covalentemente por la ADN ligasa para formar una cadena continua. Luego, para completar la replicación del ADN, se eliminan los cebadores de ARN, y las brechas resultantes se reemplazan con el ADN y se unen a través de la ADN ligasa.

## Aminoácidos
Una proteína es un polímero que se compone de aminoácidos que están unidos por enlaces peptídicos. Hay más de 300 aminoácidos encontrados en la naturaleza de los cuales solo veinte, conocidos como los aminoácidos estándar, son los componentes básicos de la proteína. Solo las plantas verdes y la mayoría de los microbios son capaces de sintetizar todos los 20 aminoácidos estándar que son necesarios para todas las especies vivas. Los mamíferos solo pueden sintetizar diez de los veinte aminoácidos estándar. Los otros aminoácidos, valina, metionina, leucina, isoleucina, fenilalanina, lisina, treonina y triptófano para adultos e histidina, y arginina para bebés se obtienen a través de la dieta.

### Estructura básica del aminoácido

L-aminoácido

La estructura general de los aminoácidos estándar incluye un grupo amino primario, un grupo carboxilo y el grupo funcional unido al carbono α. Los diferentes aminoácidos se identifican por el grupo funcional. Como resultado de los tres grupos diferentes unidos al carbono α, los aminoácidos son moléculas asimétricas. Para todos los aminoácidos estándar, excepto la glicina, el carbono α es un centro quiral. En el caso de la glicina, el carbono α tiene dos átomos de hidrógeno, lo que agrega simetría a esta molécula. Con la excepción de la prolina, todos los aminoácidos encontrados en la vida tienen la conformación L-isoforma. La prolina tiene un grupo funcional en el carbono α que forma un anillo con el grupo amino.

### La familia del glutamato de aminoácidos

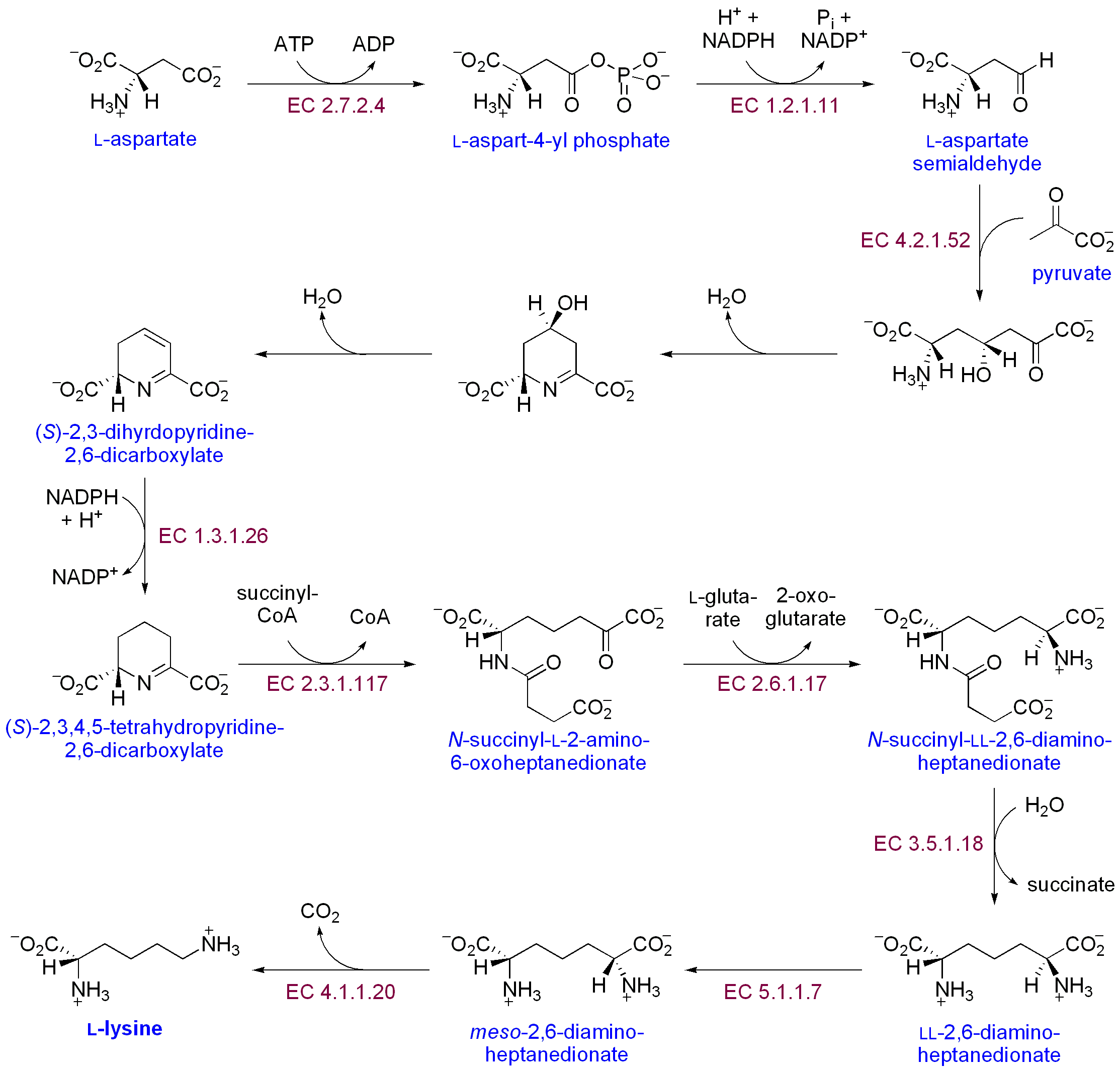
La vía del ácido diaminopimélico.

### La familia de aminoácidos del aspartato

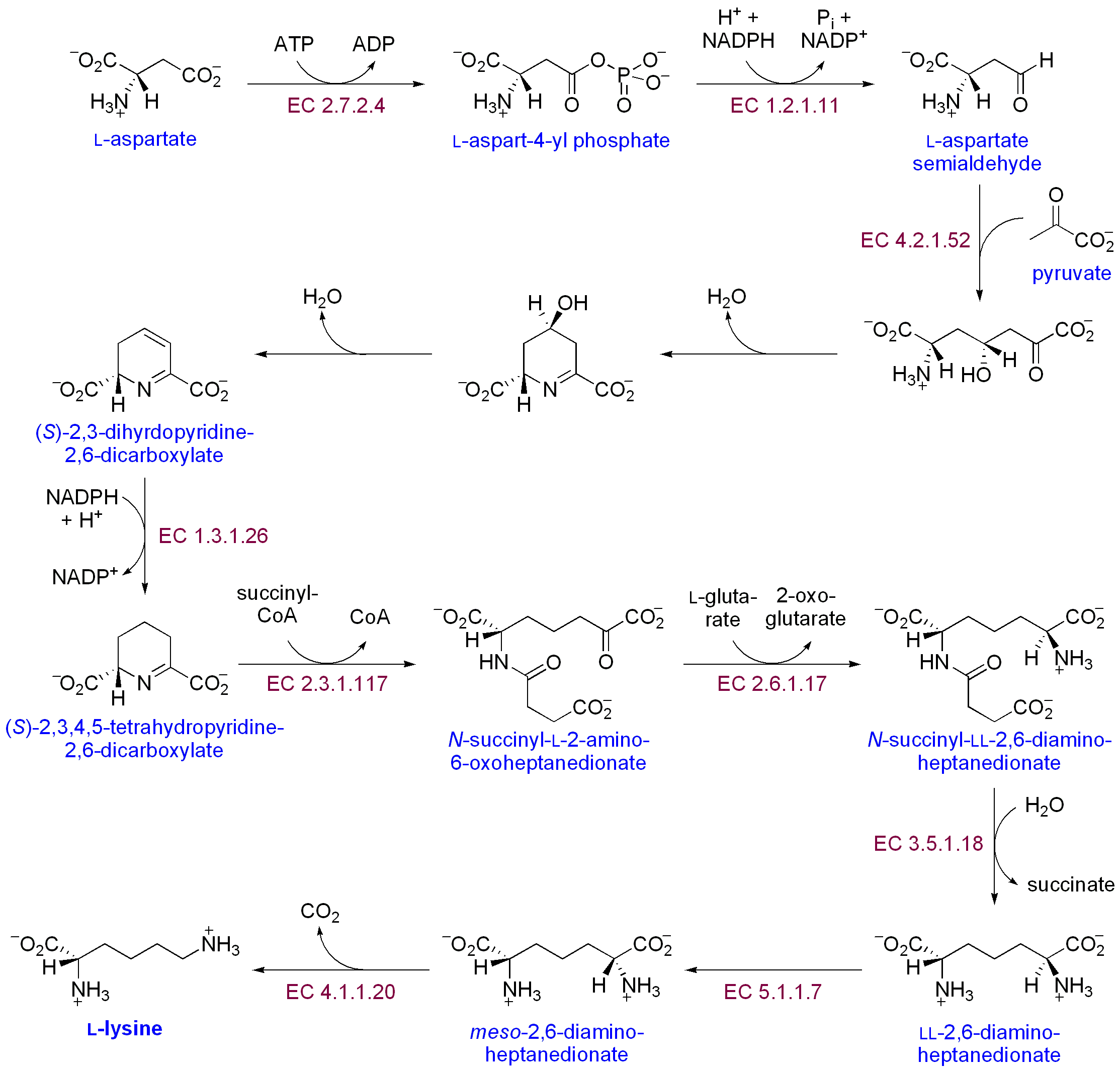
La vía biosintética de la lisina del ácido diaminopimélico.

## Proteínas

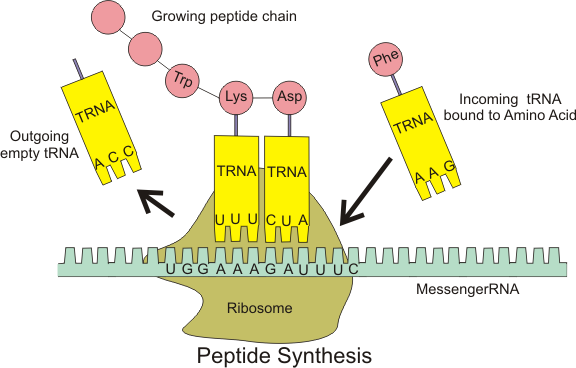
El anticodón del ARNt interactúa con el codón del ARNm para unir un aminoácido a la cadena polipeptídica en crecimiento.

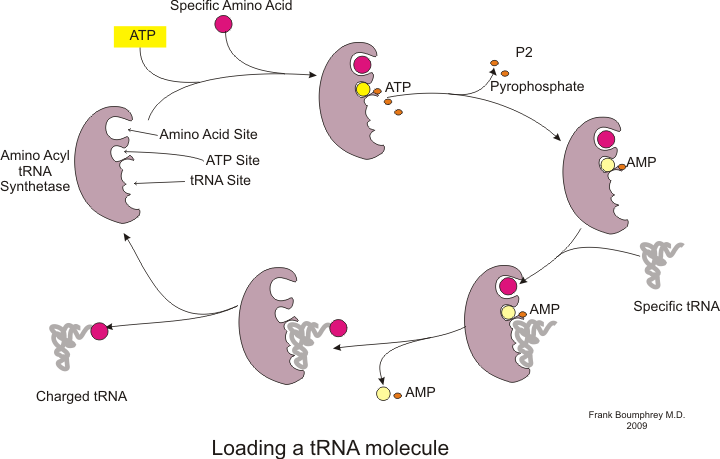
El proceso de carga de ARNt.

### Traducción en pasos

Traducción

## Enfermedades asociadas a deficiencia de macromoléculas

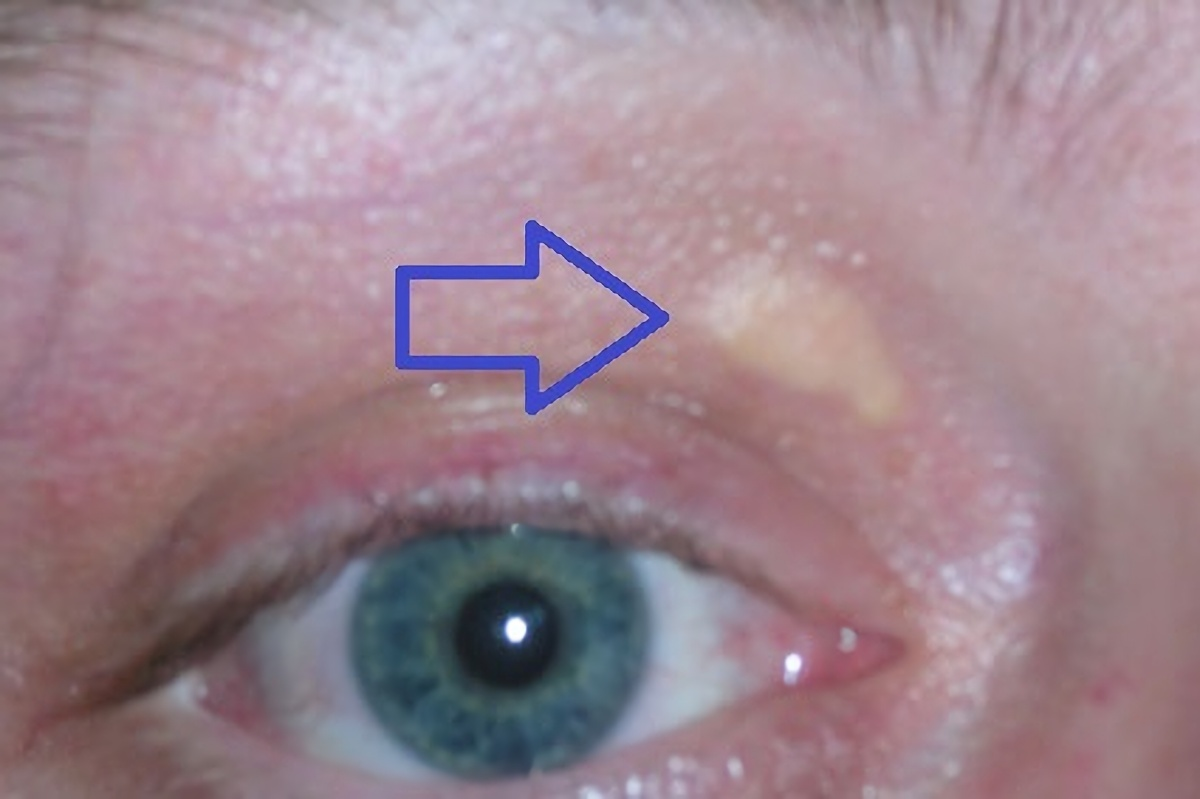
La hipercolesterolemia familiar provoca depósitos de colesterol.